# Medina fuscisquama
Medina fuscisquama là một loài ruồi trong họ Tachinidae.